# Iliffeoecia
Iliffeoecia is een geslacht van kreeftachtigen uit de klasse van de Ostracoda (mosselkreeftjes).

## Soorten
- Iliffeoecia iliffei Maddocks, 1991
- Iliffeoecia rectimarginata (Muyts, 1990) †
- Iliffeoecia varuensis Wouters, 1996